# Правда (Сахалинская область)
Пра́вда — село (с 1947 по 2004 — пгт) в Холмском городском округе Сахалинской области России, в 12 км от районного центра.

## География
Находится на берегу Татарского пролива, на западном побережье острова Сахалин.

## История
Располагается в окрестностях айнского первопоселения под названием Пироци либо Пироцэ
До 1945 года принадлежало японскому губернаторству Карафуто и называлось Хироти (яп. 広地). После передачи Южного Сахалина СССР село 15 октября 1947 года получило современное название — в честь газеты Правда. При этом первоначально предполагалось присвоить название Татарский — по проливу.

## Население
| 1925  | 1935  | 1959  | 1970  | 1979  | 1989  | 2002  |
| ----- | ----- | ----- | ----- | ----- | ----- | ----- |
| 978   | ↗1621 | ↗4036 | ↘2489 | ↗2891 | ↗3029 | ↘2563 |
| 2010  | 2013  | 2021  |       |       |       |       |
| ↘2034 | ↘2031 | ↘1793 |       |       |       |       |

По переписи 2002 года население — 2563 человека (1237 мужчин, 1326 женщин).

## Экономика
В селе располагается рыболовецкий колхоз и портопункт Правда. Ранее действовали бондарный цех по изготовлению бочек для рыбной промышленности и звероводческий совхоз «Правдинский».

## Транспорт
В селе располагалась станция Правда Сахалинского региона Дальневосточной железной дороги.